# God Seed
God Seed is een Noorse blackmetalband die is opgericht in 2009 door Gaahl en King ov Hell nadat zij de juridische strijd om de bandnaam Gorgoroth verloren van Infernus, die in 2007 door Gaahl en King ov Hell uit de band gezet werd wegens inactiviteit. Echter, zo bepaalde de rechter, kan de oprichter van de band niet uit de band gezet worden. Na deze uitspraak werd door Gaahl en King ov Hell de band God Seed opgericht.
De naam God Seed is een nummer van het Gorgoroth album "Ad Majorem Sathanas Gloriam". De band bracht onder andere het volgende statement betreffende de bandnaam naar buiten: "God Seed was chosen for many reasons; it represents the will to grow, the god within man and nature and the will to reach one's highest potential."
King ov Hell stelde: "I am also aware of the fact that we use the word God in the name. It will challenge the weak minded in the respect that we in the past used the word Satan a lot, but it's all about the same thing. The God within man and the God within nature. I never believed in a Christian force named Satan. I believe in the God within man."
Hoewel aanvankelijk een album werd aangekondigd, er nummers waren geschreven en de band een volledige bezetting had, besloot Gaahl in september 2009 voor nog onbekende tijd te stoppen met 'metal', waarbij hij stopte met God Seed, Trelldom en Gaahlskagg. Gaahl bleef enkel nog actief in de folk/ambientband Wardruna. King ov Hell richtte vervolgens de band Ov Hell op, waaronder het aanvankelijke God Seed-album zou worden uitgebracht met een nieuwe zanger.

## Album
Gaahl en King ov Hell werkte oorspronkelijk al aan een nieuw album onder de naam Gorgoroth. Na de oprichting van God Seed zou het album onder deze naam worden uitgebracht. Voor dit album werd de band tijdelijk aangevuld met Frost (Satyricon) als drummer en Teloch (oud-livegitarist van Gorgoroth) en Ice Dale (Enslaved) voor de gitaarpartijen.
Het album zou qua stijl in de lijn van de laatste twee Gorgoroth albums (die beide geheel door Gaahl en King ov Hell geschreven) zijn, "Ad Majorem Sathanas Gloriam" en "Twilight of Idols (In Conspiracy with Satan)".
Een statement werd vrij vroeg na het oprichten van God Seed uitgebracht:
"God seed is in the studio in their home town of Bergen, Norway. Eight new tracks composed by King will be recorded for an as yet untitled new album. Along with Gaahl, King and Frost on drums, the full recording line up will include Teloch (guitar) and Ice Dale (guitar). Herbrand Larsen will once again produce in the studio."
Echter, nadat Gaahl zich in augustus 2009 voor nog onbekende tijd terugtrok uit de metalwereld werd het album stopgezet. Ook de aangekondige Live-DVD wordt momenteel nog niet uitgebracht.